# زغفة (الشحر)

تعديل مصدري - تعديل

زغفة هي إحدى قرى عزلة الشحر بمديرية الشحر التابعة لمحافظة حضرموت، بلغ تعداد سكانها 803 نسمة حسب تعداد اليمن لعام 2004.